# Conspiração das Células de Fogo
A Conspiração das Células de Fogo (em grego: Συνωμοσία των Πυρήνων της Φωτιάς, Synomosía Pyrínon Tis Fotiás – SPF) é uma organização anarquista radical baseada na Grécia. A CCF surgiu no dia 21 Janeiro de 2008, com uma onda de 11 ataques incendiários contra bancos e concessionárias de carros de luxo em Atenas e Salônica. Desde então, ataques mensais envolvendo incêndios criminosos foram acompanhados de manifestos expressando solidariedade com outros companheiros e companheiras anarquistas em prisão. No dia Setembro de 2009, após uma escalada no uso de bombas caseiras pela organização, dois suspeitos de pertencerem à mesma foram presos. Em Novembro de 2010, dois outros suspeitos foram capturados enquanto tentavam enviar duas cartas bomba para embaixadas e lideranças políticas da União Europeia (UE). A organização foi designada como grupo terrorista no dia 13 de Outubro de 2011, a partir de um decreto do Departamento de Estado dos EUA.

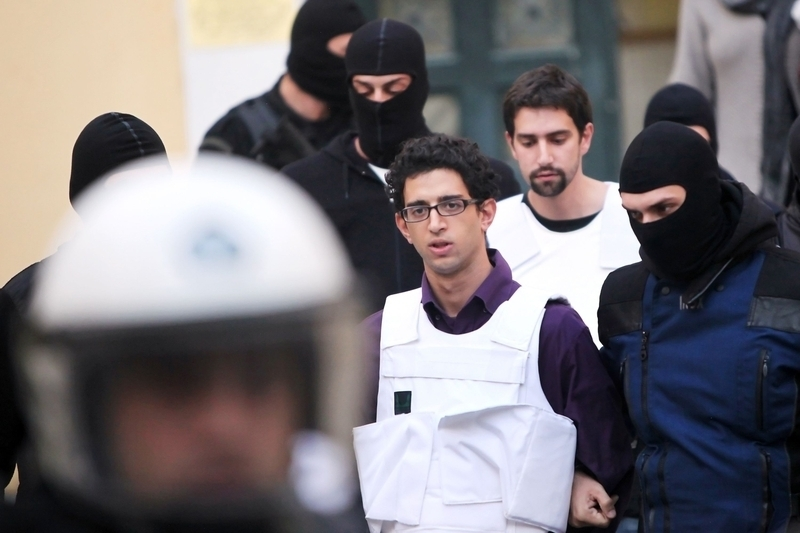
Membros da CCF em custódia da polícia. Ao fundo Gerasimos Tsakalos, e à frente Panagiotis Argirou.

## Ideologia
Duas proclamações da CCF foram publicadas no site athens.indymedia.org no dia 19 de Maio de 2010, explicando que a organização representava um "terceiro polo" dentro do anarquismo grego, contrastando com o anarquismo social e com o anarquismo insurrecionário clássico. Se distanciando dos demais grupos revolucionários armados da Grécia, a CCF autoproclama-se "terrorista" como um adjetivo a ser honrado. Alguns de seus membros e "células" se autoproclamam niilistas.
A exposição teórica, ideológica e tática do grupo pode ser encontrada no manifesto intitulado "The Sun Still Rises" (ou "O Sol Ainda Há de Nascer"), em que a organização redefine o conceito de organização revolucionária para uma postura mais alinhada com as necessidades do novo século, consistindo de grupos individuais diversos, unidos através de uma crítica comum e agressiva contra o Estado e a sociedade capitalista e um comprometimento pela "liberdade imediata" através das táticas de guerrilha urbana.

## História
A Conspiração das Células de Fogo (CCF) conduziu seu primeiro ataque através de explosões simultâneas com artefatos de butano à 1h da madrugada no dia 21 de Janeiro de 2008, para expressar solidariedade com um companheiro anarquista em prisão.  Às 5 horas da madrugada do dia 20 de Fevereiro, um dispositivo incendiário foi detonado na firma de advocacia de Anastasios Papaligouras, antigo Ministro da Justiça da Grécia. Uma mulher, funcionária do local, ficou levemente ferida com estilhaços de vidro. No dia seguinte, a organização conduziou outros oito ataques incendiários contra bancos e empresas de seguro em Ática.
Um incidente similar aconteceu na cidade de Salônica no dia 19 de Março, quando mascarados invadiram a prefeitura local e a incendiaram juntamente com veículos estacionados no local. Outros ataques aconteceram em Atenas durante os dias 9 e 10 de Abril de 2008, quando bombas incendiárias foram detonadas durante a madrugada dentro do Instituto de Cultura Italiano. No dia 3 de Dezembro, uma bomba caseira explodiu no escritório da agência France-Presse.
O grupo é creditado por pelo menos quatro ataques durante o ano de 2009. No dia 7 de Julho, uma explosão ocorreu do lado de fora da casa de Panagiotis Chinofotis, antigo Ministro de Assuntos Internos e condecorado Almirante da Marinha Helênica, bem como ex chefe das Forças Armadas da Grécia. A bomba, feita com pólvora e uma panela de pressão, teve a sua fabricação creditada à CCF que posteriormente emitiu um manifesto dizendo que Chinofotis era responsável direto pela morte de Alexandros Grigoropoulos, um jovem estudante executado por policiais em Dezembro de 2008; horas depois do assassinato de Grigoropoulos, iniciava-se a revolta de 2008. No dia 30 de Outubro, um dispositivo similar foi detonado no lado de fora da casa de Marietta Giannakou, em Atenas, uma proeminente política conservadora da oposição, membra do Parlamento Europeu. A explosão causou danos mínimos e nenhuma vítima. No dia 14 de Novembro, uma bomba foi detonada em frente à casa de Mimis Androulakis, membro do Movimento Socialista Panhelênico, no subúrbio de Atenas. A CCF clamou autoria do ataque, acusando Androulakis de ser um traidor da esquerda. Em 28 de Dezembro, uma bomba de alto poder destrutivo foi detonada no edifício da empresa de seguros Ethniki Asfalistiki no distrito de Neos Kosmos. Um manifesto publicado posteriormente pela organização anunciava a aliança com um grupo que possuía explosivos militares.
A CCF é creditada por outros ataques em 2010, incluindo a explosão de uma bomba improvisada do lado de fora do parlamento grego e outro ataque à bomba contra um escritório do partido neonazi Aurora Dourada.

## Explosão em Tribunal na cidade de Atenas
No dia 30 de Dezembro de 2010, uma motocicleta recheada com bombas foi detonada dentro de um Tribunal na cidade de Atenas. A explosão não fez vítimas pois uma pessoa não identificada alertou a polícia sobre a bomba - que evacuou o local. A proclamação online da ação foi assinada pela Conspiração das Células de Fogo.

## Troca de tiros com a polícia em 2011
Em Maio de 2011 ocorreu um tiroteio no subúrbio de Paris entre policiais e um indivíduo suspeito de pertencer à CCF. Dois policiais acabaram feridos, bem como o suspeito. As digitais dele foram encontradas em um apartamento em Volos onde inúmeros membros da CCF se reuniam e acabariam, posteriormente, presos em uma emboscada pela polícia. Um segundo suspeito de participar do tiroteio foi descrito, porém nunca identificado ou encontrado.

## Cartas bomba de 2017
Em Março de 2017, uma carta bomba foi enviada para a Ministra das Finanças Wolfgang Shaeuble, porém interceptada. A Conspiração das Células de Fogo clamou responsabilidade pelo envio. Uma outra bomba também foi enviada para o prédio do FMI em Paris no dia 16 de Março - nessa ocasião, uma mulher acabou ficando ferida.